# Foltești, Galați
Foltești este satul de reședință al comunei cu același nume din județul Galați, Moldova, România.

## Istoric
Foltești este singura localitate din județul Galați ce are în componență populație de origine ceangăiască și de religie romano-catolică. Aceștia, în număr de 15 familii, s-au stabilit în sat după ce au plecat din satul Stufu, Bacău (în maghiară Esztufuj) din Valea Tazlăului, ca urmare a inundațiilor din anul 1970. Populația a construit o biserică catolică proprie, dar fără posibilitatea creării unui cimitir, înmormântările fiind făcute în cimitirul catolic din Stufu.